# Девясил высокий
Девяси́л высо́кий (лат. Ínula helénium) — вид многолетних растений рода Девясил (Inula) семейства Астровые (Asteraceae), произрастает в Европе, Азии и Африке.
Типовой вид рода.
Народные названия, по «Ботаническому словарю» Н. И. Анненкова: оман, девятисил, девясил, дикий подсолнечник, дивосил.

## Ботаническое описание
Многолетнее травянистое растение.

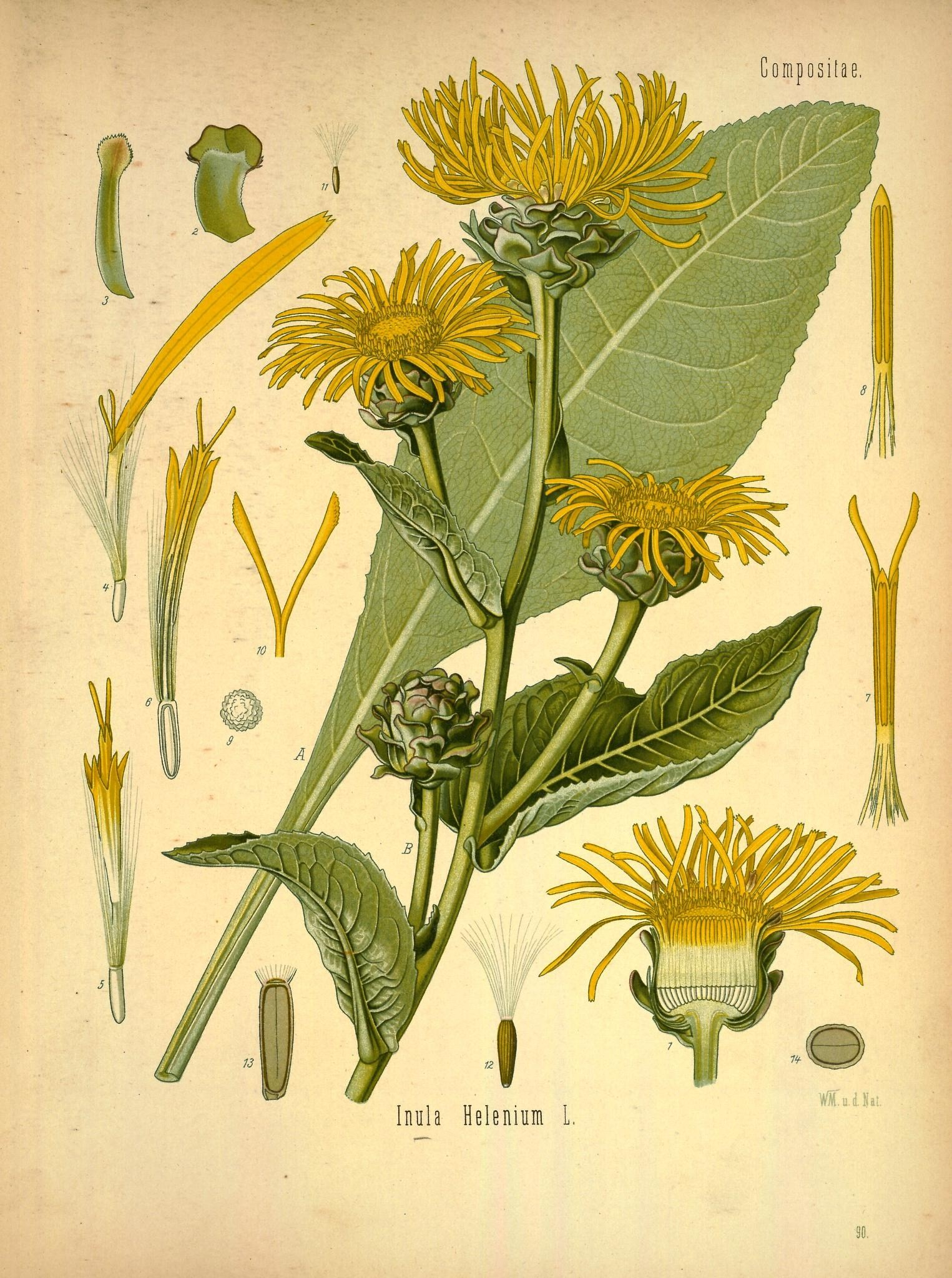

Корневище толстое, короткое, мясистое, с отходящими от него немногочисленными толстыми корнями. Корневища и корни снаружи бурые, внутри желтоватые.
Стебель прямостоячий, бороздчатый, опушённый короткими густыми белыми волосками, высотой 100—175 см.
Листья очерёдные, крупные, неравнозубчатые, снизу бархатисто-серовойлочные; прикорневые листья черешковые, эллиптические или удлинённо-яйцевидные.

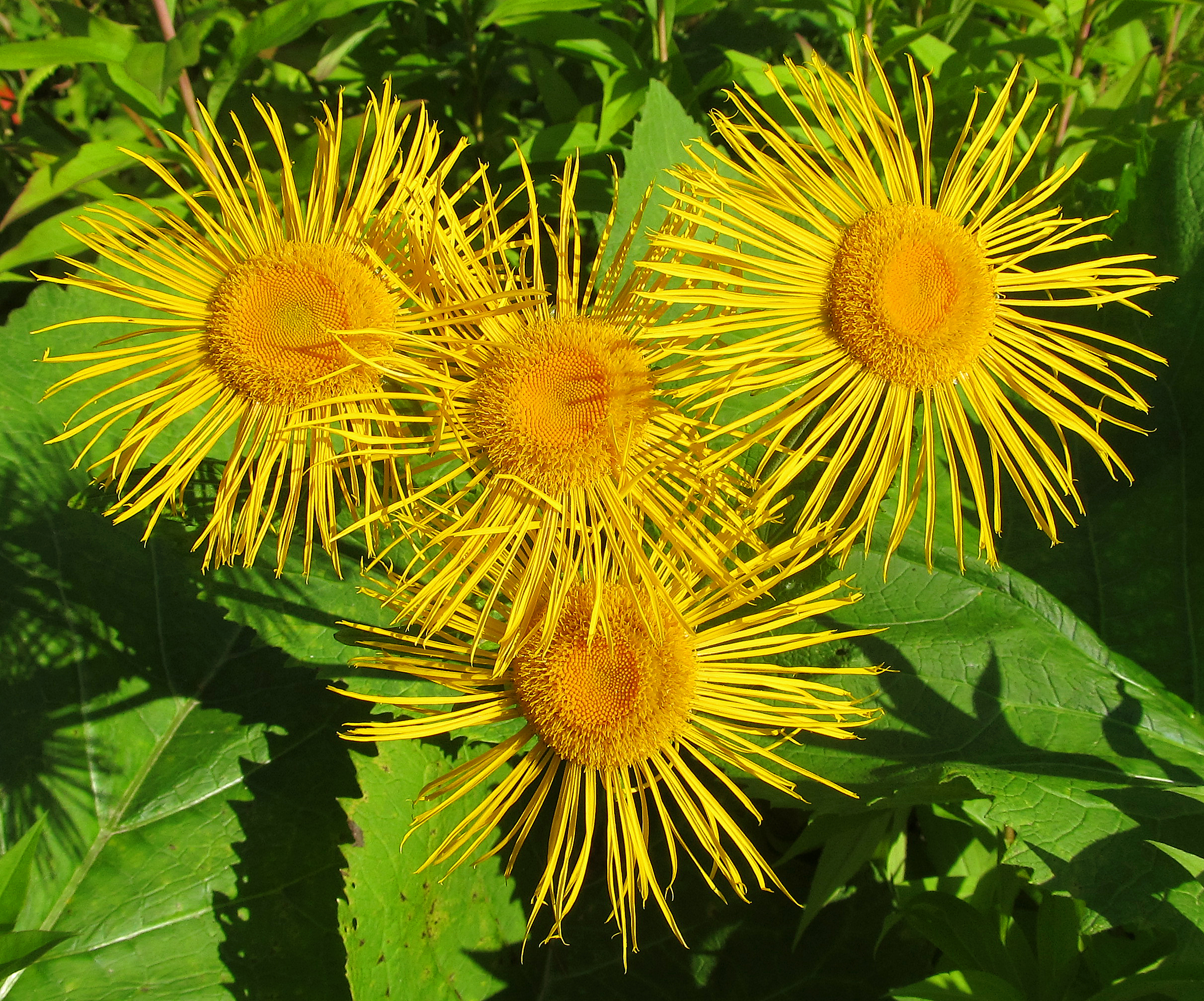
Соцветия

Соцветия — корзинки, 6—7 см в диаметре, расположенные одиночно на концах стеблей и ветвей, в совокупности образующие неправильный щиток или кисть. Листочки обёрточки расположены черепитчато; внутренние — плёнчатые, линейные, гладкие, средние на конце расширенные; наружные — яйцевидные, серовато-войлочные, напоминающие мелкие листья. Цветки жёлтые, с грязно-белым хохолком волосков вместо чашечки; краевые — пестичные, язычковые, с линейным отгибом венчика, срединные — обоеполые, трубчатые, с пятью зубчиками. Тычинок пять, с пыльниками, сросшимися в трубку, окружающую столбик. Пестик с нижней одногнёздной завязью, длинным тонким столбиком и двумя прямыми рыльцами.
Плод — продолговатая, четырёхгранная бурая или коричневая семянка с хохолком, вдвое превышающим её длину.
Цветёт в июле—сентябре. Плоды созревают в августе—октябре.

## Распространение и экология
Произрастает в Восточной и Юго-Восточной Европе, на Кавказе, в Турции, на Ближнем Востоке, в Средней Азии, Монголии, Китае.
На территории России встречается на Кавказе, в степной и лесостепной зонах европейской части, на Алтае и в Западной Сибири.
Растёт в лиственных и сосновых лесах и кустарниковых зарослях, в лесостепях и в горных лесах (на высоте до 2000 м), на лугах, полянах, по берегам рек, озёр, горных ручьев.

## Растительное сырьё

### Химический состав
Корневища и корень содержат инулин (до 44 %) и другие полисахариды, горькие вещества, эфирное масло (до 4,5 %), сапонины, смолы, камедь, слизь, небольшое количество алкалоидов, геленин. В состав эфирного масла входят алантолактон (проазулен, геленин), смолы, слизь, дигидроалантолактон, фриделин, стигмастерн, фитомелан, пектины, воск, камедь, витамин E. В траве найдено эфирное масло (до 3 %), аскорбиновая кислота, витамин E; в листьях обнаружены флавоноиды, витамины (аскорбиновая кислота, токоферол), горькие вещества, дубильные вещества (9,3 %), лактоны, фумаровая, уксусная, пропионовая кислоты; в семенах — более 20 % жирного масла.

### Фармакологические свойства
Препараты из корневищ девясила высокого обладают отхаркивающим и противовоспалительным действием, улучшают аппетит, уменьшают перистальтику кишечника, снижают секрецию желудочного сока. Считается, что основным биологически активным веществом девясила является алантолактон и сопутствующие терпеноиды.
Народная медицина, кроме того, отмечает мочегонное и противоглистное действие.

### Сбор сырья
В лекарственных целях используют корни и корневища (лат. Rhizoma et radix Inulae) второго года жизни. Собирают сырьё в августе — сентябре после созревания плодов, до заморозков, или ранней весной, после появления первых листьев. Выкопанные корни отряхивают от земли, промывают в воде, отрезают стебли и небольшие корни, после чего разрезают на куски длиной 10—15 см и толщиной 1—2 см.
Приготовленное сырьё провяливают 2—3 дня на воздухе и в помещениях с хорошей вентиляцией, затем сушат при температуре не выше 40 °С, не провяленное сырьё сушат при температуре 30—35 °С. Высушенные корни снаружи серо-буроватого цвета, на разрезе желтовато-белого цвета.

## Хозяйственное значение и применение
Корни и корневища имеют своеобразный ароматный запах, на вкус они горьковатые, жгучие. В пищевой промышленности девясил высокий используют при изготовлении кондитерских изделий и напитков. Поджаренные корни могут служить суррогатом кофе. В ликёроводочной промышленности корневища используют для ароматизации и подкраски вин. Эфирное масло, содержащееся в корнях и корневище, применяют для ароматизации рыбных, кулинарных изделий и пищеконцентратов, оно обладает также бактерицидными, особенно фунгицидными (противогрибковыми) свойствами.
Из корней и корневищ можно получить синюю краску.
Садовые формы девясила высокого используют для насаждений и декорирования влажных мест в парках, лесопарках, вдоль шоссе и железных дорог.
Посредственный летний медонос.

### Применение в медицине

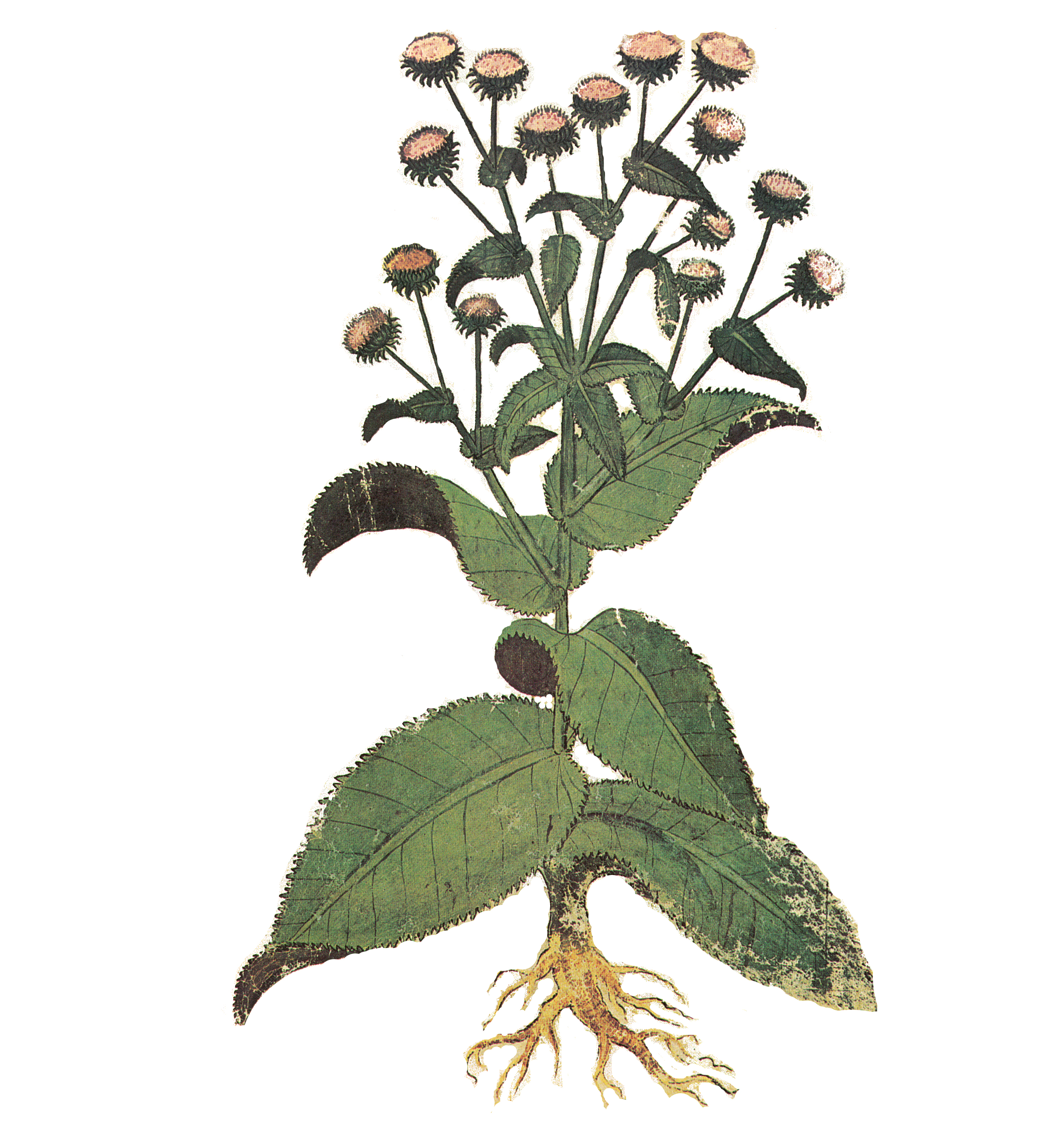
Девясил высокий (иллюстрация из медицинского трактата «Венский Диоскорид», Византия, VI век)

Девясил высокий относится к древним лекарственным растениям, которые применяли врачи эпохи Гиппократа, Диоскорида, Плиния. Растение использовалось в практике Авиценны.
Препараты из свежих корней и корневищ используют в гомеопатии. В отечественной и зарубежной народной медицине настойки и экстракты корневища употребляли внутрь при малярии, отёках, мочекаменной болезни, мигрени; отвары как отхаркивающее при коклюше, бронхиальной астме, эпилепсии, как кровоостанавливающее, мочегонное, противовоспалительное средство при кожных заболеваниях, тахикардии; семена — при некоторых женских заболеваниях. Настойку свежего корня на вине (портвейн и кагор) использовали при гипоацидном гастрите.
В казахской народной ветеринарии корневищем лечили сап у лошадей.
Из корневищ и корней получают препарат алантон, используемый для лечения язвенной болезни желудка и двенадцатиперстной кишки.

## Таксономия
Inula helenium L., Sp. Pl. 2: 881. 1753.
|  |                                      |  |                                                             |                                                             |                                       |  | ещё 12 семейств (согласно Системе APG II), в том числе Колокольчиковые, Стилидиевые | ещё 12 семейств (согласно Системе APG II), в том числе Колокольчиковые, Стилидиевые |                                  |  |  |  | ещё около двадцати триб, в том числе триба Астровые | ещё около двадцати триб, в том числе триба Астровые |                                                    |  |  |  |  |
|  |                                      |  |                                                             |                                                             |                                       |  | ещё 12 семейств (согласно Системе APG II), в том числе Колокольчиковые, Стилидиевые | ещё 12 семейств (согласно Системе APG II), в том числе Колокольчиковые, Стилидиевые |                                  |  |  |  | ещё около двадцати триб, в том числе триба Астровые | ещё около двадцати триб, в том числе триба Астровые | около двадцати видов, несколько природных гибридов |  |  |  |  |
|  |                                      |  |                                                             | порядок Астроцветные                                        |                                       |  |                                                                                     |                                                                                     | подсемейство Астровые            |  |  |  |                                                     | род Девясил                                         |                                                    |  |  |  |  |
|  |                                      |  |                                                             | порядок Астроцветные                                        |                                       |  |                                                                                     |                                                                                     | подсемейство Астровые            |  |  |  |                                                     | род Девясил                                         |                                                    |  |  |  |  |
|  | отдел Цветковые, или Покрытосеменные |  |                                                             |                                                             | семейство Астровые, или Сложноцветные |  |                                                                                     |                                                                                     | триба Инулеевые, или Девясиловые |  |  |  |                                                     |                                                     |                                                    |  |  |  |  |
|  | отдел Цветковые, или Покрытосеменные |  |                                                             |                                                             |                                       |  |                                                                                     |                                                                                     |                                  |  |  |  |                                                     |                                                     |                                                    |  |  |  |  |
|  |                                      |  | ещё 44 порядка цветковых растений (согласно Системе APG II) | ещё 44 порядка цветковых растений (согласно Системе APG II) |                                       |  |                                                                                     | подсемейство Цикориевые                                                             | подсемейство Цикориевые          |  |  |  | роды Бузульник, Дороникум, Мать-и-мачеха и др.      | роды Бузульник, Дороникум, Мать-и-мачеха и др.      |                                                    |  |  |  |  |
|  |                                      |  |                                                             | ещё 44 порядка цветковых растений (согласно Системе APG II) |                                       |  |                                                                                     |                                                                                     | подсемейство Цикориевые          |  |  |  |                                                     | роды Бузульник, Дороникум, Мать-и-мачеха и др.      |                                                    |  |  |  |  |

### Синонимы
- Aster helenium (L.) Scop., 1772
- Helenium grandiflorum Gilib., 1782
- Aster officinalis All., 1785
- Corvisartia helenium (L.) Mérat, 1812